# تریکوئترا

تریکوترای در هم آمیخته که یک گره سه‌گانه است

تریکوئترا triquetra (‎/traɪˈkwɛtrə/‎؛ از صفت لاتین triquetrus "سه گوشه") یک شکل مثلثی است که از سه کمان در هم تنیده یا (به‌طور معادل) سه شکل عدسی vesicae piscis روی هم قرار گرفته‌اند. تریکوئترا در برخی ترجمه‌های فارسی با نام " آذین سه حلقه " نیز شناخته می‌شود.
این طرح به عنوان یک طرح زینتی در معماری و در تذهیب نسخه‌های خطی قرون وسطی (به ویژه در تذهیب جزیره ای) استفاده می‌شود. تصویر آن به صورت درهم آمیخته در تزئینات جزیره ای از حدود قرن هفتم رایج است. در این تفسیر، تریکوترا ساده‌ترین گره ممکن را از نظر توپولوژیکی نشان می‌دهد.

## تاریخچه

### عصر آهن
اصطلاح تریکوئترا در باستان‌شناسی به هر شکلی که از سه قوس تشکیل شده باشد، از جمله طرح چرخ سوزنی از نوع سه قوس استفاده می‌شود. چنین نمادهایی از حدود قرن چهارم قبل از میلاد از سرامیک‌های تزیین شده آناتولی و ایران متداول شد و در سکه‌های اولیه لیکیا ظاهر می‌شود.
تریکوئترا بر روی سنگ‌های روناس در شمال اروپا و روی سکه‌های ژرمنی اولیه یافت می‌شود. این شبیه به اصطلاح والکنات، طرحی از سه مثلث درهم آمیخته است.

### سنت بودایی
تریکوئترا یک نماد شناخته شده در ژاپن به نام Musubi Mitsugashiwa بوده است. آن که یکی از اشکال نشانه‌های سلسله ایاکشاکو بود، با گسترش فناوری و بودیسم توسط کاشیاپیا از طریق پادشاهی ختن، چین و کره به ژاپن رسید.

## استفاده مدرن

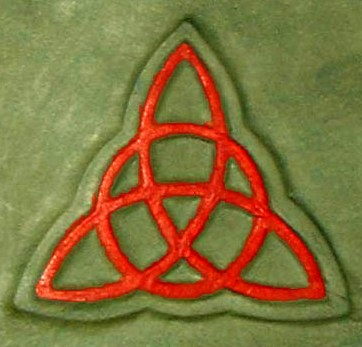
عکس بایگانی شده از یک عنصرطراحی

هنگامی که از گره‌کاری سلتیک استفاده می‌شود، تریکوئترا اغلب به‌عنوان یک عنصر طراحی به‌ویژه در ارتباط با ملل مدرن سلتیک استفاده می‌شود. تریکوئترا، همچنین به عنوان «گره سه‌گانه» شناخته می‌شود، اغلب به عنوان یک عنصر طراحی جواهرات محبوب ایرلندی مانند کلاهک و سایر حلقه‌های ازدواج یا نامزدی یافت می‌شود.
بت پرستان سلتیک یا نئوپاگانی که گرایش فرهنگی سلتی ندارند، ممکن است از تریکوئترا برای نمادی از مفاهیم مختلف و شخصیت‌های اساطیری استفاده کنند. به دلیل حضور آن در هنر سلتی جزیره ای، بازسازی گرایان سلتیک از تریکوئترا یا برای نشان دادن یکی از سه‌گانه‌های مختلف در کیهان‌شناسی و الهیات خود استفاده می‌کنند (مانند تقسیم سه جانبه جهان به قلمروهای زمین، دریا و آسمان)، یا به عنوان نماد یکی از الهه‌های سه‌گانه سلتیک، به عنوان مثال الهه نبرد، موریگان.
در درام تخیلی آمریکایی افسون شده که از اکتبر ۱۹۹۸ تا مه ۲۰۰۶ در شبکه دبلیو بی پخش شد، تریکوئترا به‌طور برجسته به عنوان نمادی در کتاب سایه‌ها هالیول، کتاب طلسم‌ها، معجون‌ها و سایر اطلاعاتی که خواهران برای مبارزه با آن‌ها استفاده می‌کردند، مورد استفاده قرار گرفت. همچنین از تریکوئترا به عنوان نماد افراد جذاب و قدرت جمعی آنها به عنوان قدرت سه تایی استفاده می‌شد. هنگامی که پیوند آنها توسط یک دیو به‌طور موقت شکسته شد، حتی می‌توان دید که تریکوئترا در کتاب سایه‌ها شکسته و از هم جدا می‌شود. همچنین در تیتراژ ابتدایی هر قسمت در طول فصل هشتم آن به‌طور برجسته دیده می‌شد.
در مجموعه تلویزیونی مردگان متحرک (۲۰۱۰)، کاتانای میچون دارای یک تریکوئترا است که به دلیل معنای آن به عنوان «نماد الهه سه‌گانه» انتخاب شده است.
در سریال آلمانی نتفلیکس تاریک (۲۰۱۷)، این نماد (آذین سه حلقه/گرهٔ سه گانگی) حلقه‌های زمانی بسته شدهٔ غارها با فاصله ۳۳ سال از هم است، و نشانه تأثیر گذشته بر آینده و اثر گذاری آینده بر گذشته است. تریکوئترا ارزش نمادین قابل توجهی برای مسافران زمان دارد. این نماد را می‌توان بر روی در فلزی غار، روی لوح زمرد، در اوراق غریبه و در عکس سیک موندوس مشاهده کرد.

## نگارخانه

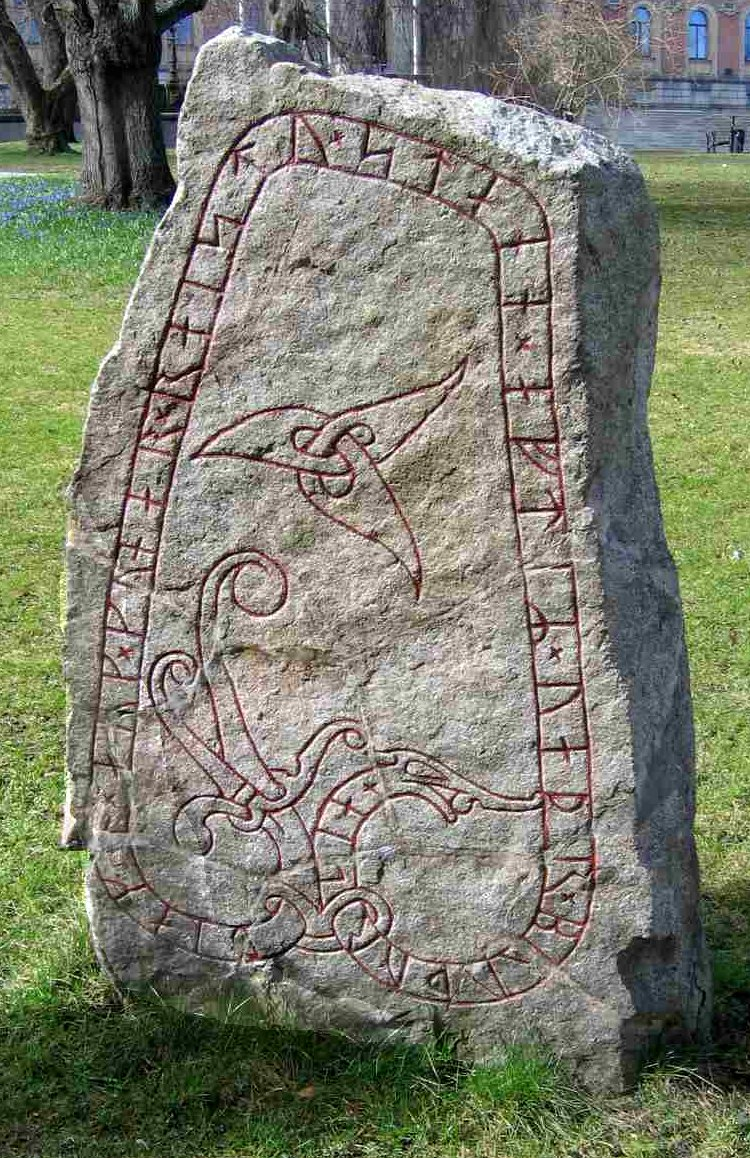
تریکوئترا در یکی از Funbo Runestones (قرن یازدهم)، واقع در پارک دانشگاه اوپسالا .
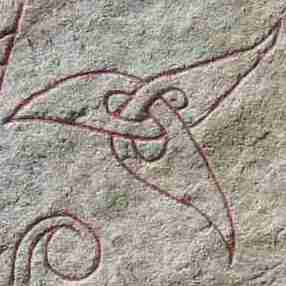
نمای نزدیک از یک تریکوئترا در یکی از Funbo Runestones .
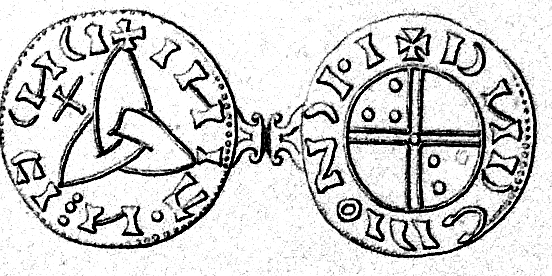
تریکوترای در هم آمیخته بر روی یک پنی نروژی ضرب شده توسط هارالد هاردرادا (۱۰۴۷-۱۰۶۶)
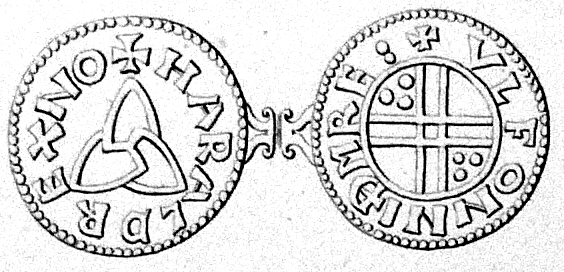
پنی نروژی که در زمان هارالد هاردرادا (۱۰۴۷-۱۰۶۶) ضرب شد
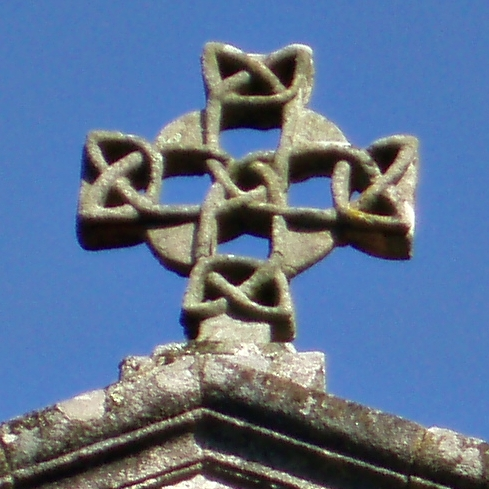
چهار تریکوترا که یک " صلیب کارولینگی " را در کلیسای سانتا سوزانا در گالیسیا تشکیل می‌دهند (قرن ۱۱/۱۲؟).

## فرم‌های متفاوت

تریکوئترا دقیقاً از سه نماد Vesica piscis با هم تداخل دارند.
یک تریکوترای دوتایی در هم آمیخته.
شکل محکم گره خورده تریکوترا.
تریکوئترا با دایره به عنوان نماد مسیحی تثلیث (یک "گره تثلیث") در هم آمیخته شده است.
تریکوئترا به رنگ آبی به عنوان بخشی از نماد تزئینی مسیحی تثلیث درهم آمیخته.
تریکوئترا درهم به سبک Funbo Runestone
صلیب تریکوئترا یا " صلیب کارولینژی ".
صلیب متشکل از چهار تریکوتر درهم آمیخته.
صلیب سلتیک با تریکوترا.